# Xylanthemum fisherae
Xylanthemum fisherae là một loài thực vật có hoa trong họ Cúc. Loài này được (Aitch. & Hemsl.) Tzvelev miêu tả khoa học đầu tiên năm 1961.